# Nagytevel
Nagytevel is een plaats (község) en gemeente in het Hongaarse comitaat Veszprém. Nagytevel telt 544 inwoners (2001).